# Lee Aronsohn
Lee Aronsohn (* 15. Dezember 1952) ist ein Fernsehproduzent und -drehbuchautor.
Aronsohn schrieb unter anderem die Drehbücher für Love Boat, Wer ist hier der Boss?, Murphy Brown, Grace, Two and a Half Men, The Big Bang Theory und Cybill.
Er ist Mitschöpfer der Sitcom Two and a Half Men und schrieb die Originalmusik für die Serie. Neben dem Schreiben von Drehbüchern war Aronsohn 2006 auch ausführender Produzent für sechs Episoden. In ebendiesem Jahr führte er bei seiner ersten Episode Regie und leitet seitdem eine pro Staffel. Außerdem schrieb er mit Chuck Lorre das Drehbuch für die CSI-Folge Wer ist der Star im Schlangennest? (Two And A Half Deaths), einem Crossover zwischen CSI: Den Tätern auf der Spur und Two and a Half Men, bei dem jeweils die Autoren einer Serie das Drehbuch zu einer Folge der anderen verfassten. Zudem produziert er die Sitcom The Big Bang Theory zusammen mit den Schöpfern jener Serie, Chuck Lorre und Bill Prady.

## Leben
Lee Aronsohn wuchs in New York auf. In einem Interview mit seiner Ehefrau Lisa Haisha berichtete er, dass er in den 1970er-Jahren aufgrund eines besonders kalten Winters New York verließ und mehrere Monate in einem Kibbuz in Israel lebte. Diese Erfahrung habe ihn stark geprägt. Bereits zuvor war er als junger Mann von der Einberufung zum Vietnamkrieg betroffen: Bei der sogenannten Draft Lottery erhielt er die niedrige Losnummer 3, was einer fast sicheren Einberufung entsprach. Um dem Kriegsdienst zu entgehen, entschloss er sich, die Vereinigten Staaten zu verlassen. Er lebte zeitweise in Deutschland und in den Niederlanden, bevor er nach Nebraska zog, wo er einen Comic- und Plattenladen eröffnete. Schließlich ließ er sich in Kalifornien nieder, um eine Karriere als Drehbuchautor und Produzent zu verfolgen.
Im selben Interview erzählt Aronsohn offen von seiner langjährigen Abhängigkeit von Alkohol und Kokain. Aus Frustration über eine als unzureichend empfundene Anerkennung und Bezahlung warf er schließlich seinen damaligen Job hin – ein Entschluss, den er rückblickend als ego-getrieben bezeichnet. Er hatte zwar genug Erspartes, um etwa drei Jahre ohne Einkommen über die Runden zu kommen, doch das Geld war schneller aufgebraucht als erwartet.
Während eines Rehabilitationsprogramms entschuldigte er sich bei einem früheren Produzenten, bei dem er sich durch sein Verhalten in der Vergangenheit ins Abseits manövriert hatte. Der Produzent reagierte unerwartet positiv und gestand Aronsohn, dass er selbst seit über 20 Jahren abstinent sei – ein Wendepunkt für Aronsohn, der in der Folge neue berufliche Chancen erhielt.
In seinen frühen Jahren trat Aronsohn häufig in der Stand-up-Comedy-Szene auf und verfolgte dabei die Karrieren von Persönlichkeiten wie Jay Leno, David Letterman, Andy Kaufman und Robin Williams. Die Begegnung mit Williams beeindruckte ihn nachhaltig: Er erkannte, dass Ruhm allein keine Garantie für innere Erfüllung ist – eine Einsicht, die seine Haltung gegenüber dem Showgeschäft dauerhaft prägte.